# Farerska Partia Socjaldemokratyczna
Farerska Partia Socjaldemokratyczna (far. Føroyski Javnaðarflokkurin, IPA: ˈførɪskɪ ˈjaunɛaːrˌflɔkʊrɪn, w skrócie: far. Javnaðarflokkurin) – partia polityczna działająca na Wyspach Owczych. Reprezentuje ona poglądy socjaldemokratyczne. Uznaje także konieczność unii z Danią, jednak opowiada się za szeroką autonomią archipelagu. Partia posługuje się barwą czerwoną oraz logiem przedstawiającym białą różę na czerwonym tle.

## Historia

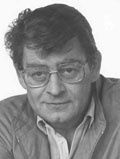
Atli Dam, przewodniczący partii w latach 1972-93

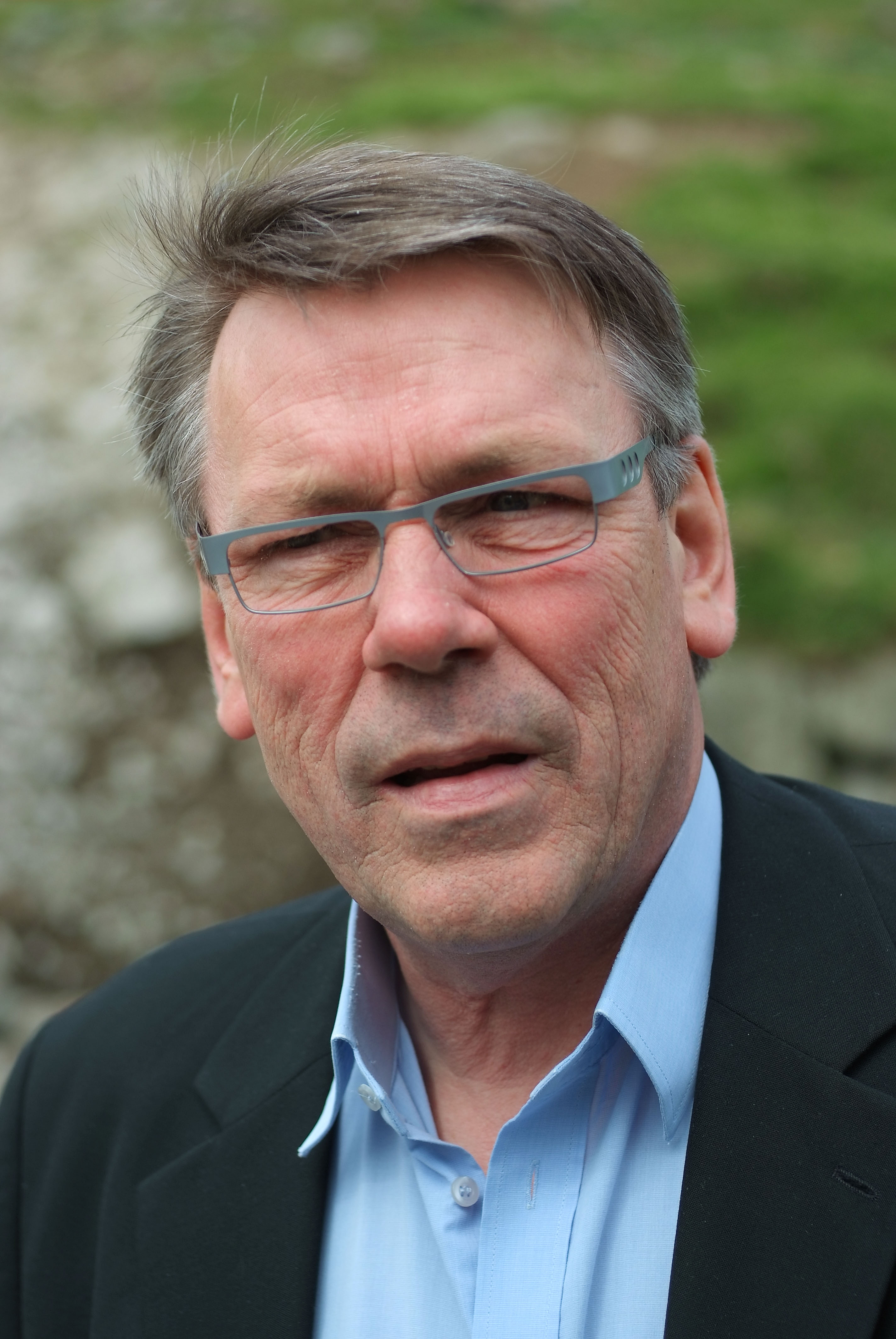
Jóannes Eidesgaard, przewodniczący partii w latach 1996 - 2011 i premier od 2004 do 2008

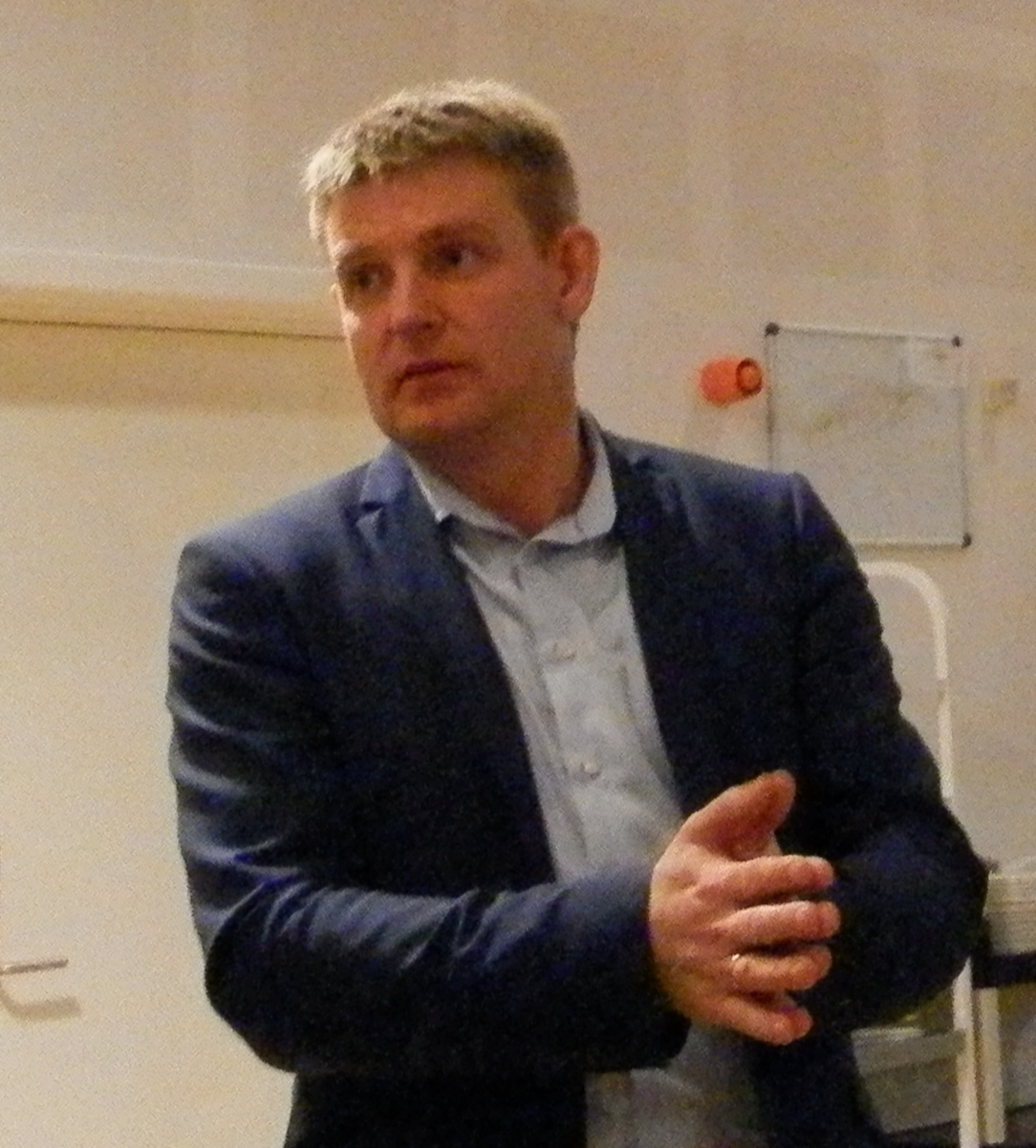
Aksel V. Johannesen przewodniczący partii od 2011 roku, premier Wysp Owczych od 2015

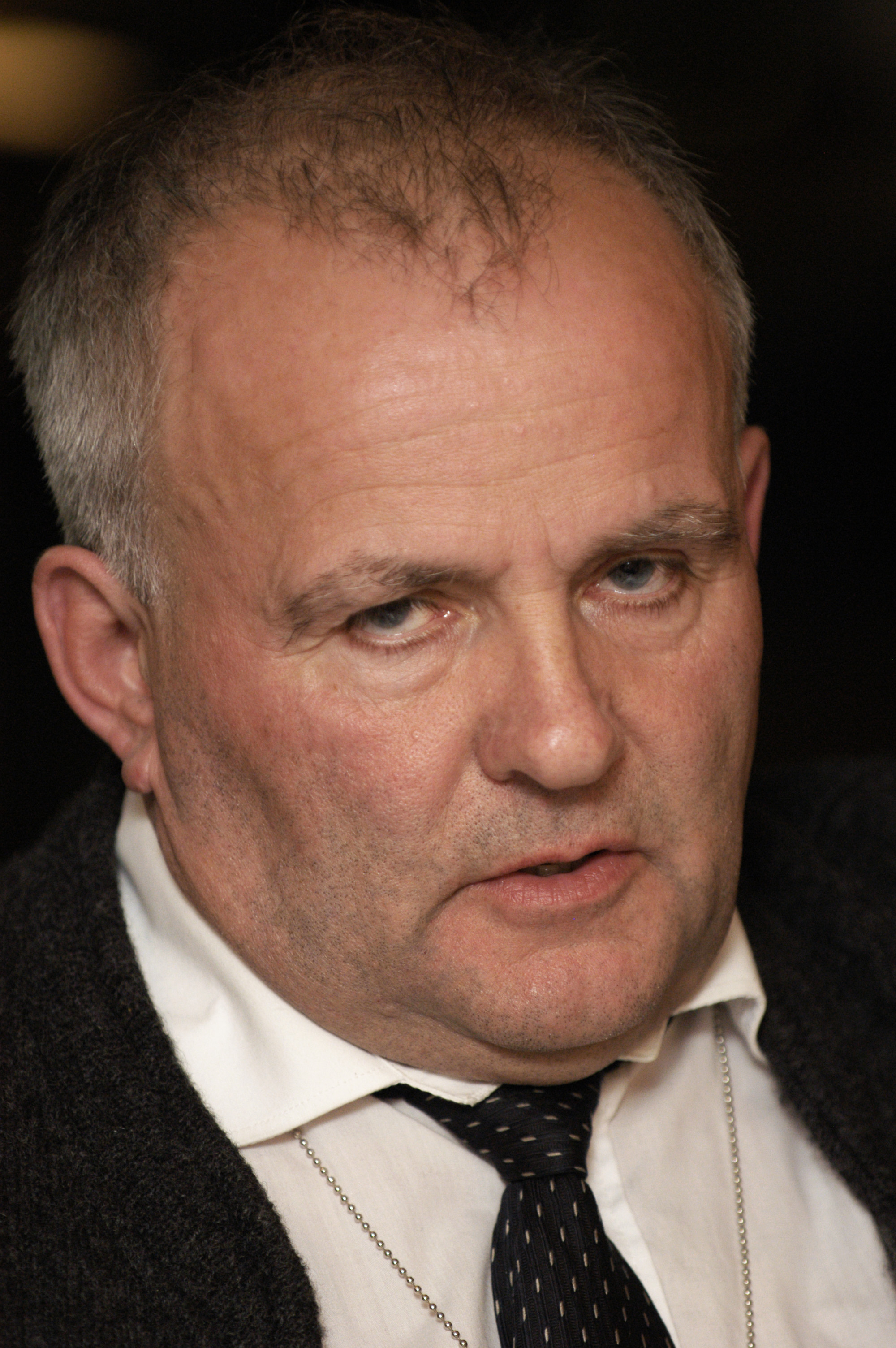
Henrik Old od 2015 minister Transportu, Infrastruktury i Pracy

Początki Partii Socjaldemokratycznej miały miejsce w roku 1925. 25 września założono Socjaldemokratyczny Związek Południowego Streymoy (far. Suðurstreymoyar Javnaðarfelag), powstały na skutek połączenia Socjalistycznej Unii Młodych (far. Socialistisk Ungdomsforbund) oraz Unii Pracy Tórshavn (far. Havnar Arbeiðsmannafelag, duń. Thorshavn Arbejderforening). Prezesem tego związku okrzyknięto Maurentiusa Viðsteina. Niewiele później do tego związku przyłączyła się partia Froðbiar Sóknar Javnaðarfelag, z Tvøroyri, założona przez późniejszego premiera i prezesa Javnaðarflokkurin Petura Mohr Dama. W roku 1926 partia sprecyzowała swój program polityczny, zawierając go w jedenastu punktach.
24 maja 1927 roku opublikowano pierwszy numer wydawanego przez partię czasopisma Føroya Social Democrat, którego nazwę zmieniono później na Sosialurin. Gazeta osiągała największy nakład spośród wszystkich na archipelagu. Partia była właścicielem czasopisma do 2006 roku, kiedy przejął je producent multimedialny Miðlahúsið, zrzeszający między innymi telewizję Wysp Owczych.
23 stycznia 1928 roku Javnaðarflokkurin wzięła udział w swoich pierwszych wyborach parlamentarnych. Był to sukces dla nowej, rozwijającej się partii, otrzymali oni 671 głosów, czyli ponad 10% spośród wszystkich, ważnych, a ich politycy zasiedli na dwóch, z dwudziestu trzech miejsc w lokalnym parlamencie, pierwszymi posłami zostali Petur Mohr Dam oraz Maurentius Viðstein. W 1936 nastąpiła reforma, i do zajęcia w parlamencie zostały stworzone 24 miejsca, z których cztery trafiły w ręce polityków Partii Socjaldemokratycznej. Od tamtej pory liczba parlamentarzystów Javnaðarflokkurin waha się niewielkimi skokami pomiędzy pięcioma a ośmioma miejscami w Løgtingu.
W roku 1948 na Wyspach Owczych wprowadzono Zasadę Samostanowienia, za którą mocno optowała Farerska Partia Socjaldemokratyczna. Po jej wprowadzeniu politycy partii po raz pierwszy weszli w skład farerskiego rządu, jednak już w 1950 koalicję rozwiązano, a Javnaðarflokkurin na szansę współrządzenia czekała do roku 1958, kiedy wygrała osiem miejsc w lokalnym parlamencie. Petur Mohr Dam został premierem, a Farerska Partia Socjaldemokratyczna stanęła na czele koalicji z Partią Unii oraz Partią Samostanowienia.
Lata 60. to dla partii okres zmian. W 1965 utworzono młodzieżówkę Sosialistiskt Ungmannafelag. Petur Mohr Dam zmarł 8 listopada 1968 roku w Tórshavn. Wydarzenie to sprawiło, że Javnaðarflokkurin potrzebowała nowego prezesa. Szybkie poszukiwania sprawiły, że późniejsi kandydaci nie utrzymywali się zbyt długo na swoim stanowisku, Einar Fróvin Waag (1968–69), Jákup Frederik Øregaard (1969–72). Dopiero syn zmarłego prezesa Atli Dam zorganizował na nowo partię i sprawował swą funkcję w latach 1972–1993. Była to jedna z niewielu osób, które zostały wybrane trzykrotnie na posadę szefa rządu. Od 1958 roku Partia Socjalistyczna weszła w skład większości koalicji rządzących.
W latach 90. funkcję prezesa w latach 1993–1996 objęła Marita Petersen, później zaś od 1996 Jóannes Eidesgaard. Partia zwyciężyła w wyborach w 2004 roku, a Eidesgaard został premierem do kolejnych wyborów w roku 2008. W 2011 roku kolejnym prezesem partii został Aksel V. Johannesen, który od 1 września 2015 roku jest także premierem archipelagu po wygranych wyborach 2015. Partia Socjaldemokratyczna należy do SAMAK, organizacji zrzeszającej socjaldemokratyczne ugrupowania z całej Skandynawii.

## Program
Program partii opiera się na trzech fundamentalnych wartościach:
- wolność
- równość
- braterstwo

Partia Socjaldemokratyczna stawia rozwój społeczeństwa poprzez edukację. Dobrze wyedukowane społeczeństwo ma być głównym warunkiem silnej biznesowej społeczności. Jednocześnie partia wspiera rozwój zrównoważony i ochronę środowiska przyrodniczego oraz zasobów naturalnych. Javnaðarflokkurin uważa także, że jednym z fundamentów społeczeństwa powinno być równouprawnienie płciowe na rynku pracy oraz w rodzinie. Współczesna polityka rodzinna powinna uwzględniać możliwość połączenia życia rodzinnego z pracą. Oboje rodzice powinni mieć możliwość zagwarantowania swoim dzieciom dobrego startu w przyszłość.
Wyspy Owcze powinny dążyć do utrzymania pozycji jednego z najlepiej rozwiniętych społeczeństw świata. Powinny zaakceptować procesy globalizacji, jednocześnie dążąc do utrzymania swojej tożsamości i narodowej charakterystyki wśród innych społeczeństw świata. W zglobalizowanym świecie Wyspy Owcze powinny dążyć do rozwoju demokratyzacji na swoim terenie.
Partia uważa, że społeczeństwo w przyszłości powinno opierać się na równości, bezpieczeństwie społecznym oraz równych możliwościach edukacyjnych oraz zawodowych dla każdego jego członka.

## Organizacja Javnaðarflokkurin
Przewodniczący:
- Aksel V. Johannesen

Wiceprzewodniczący:
- Eyðgunn Samuelsen
- Heðin Mortensen

Przewodniczący regionów:
- Petur Martin Hansen - Norðoyar (Norðoya Javnaðarfelag)
- Eliseus Ó. Johannesen - Eysturoy (Eysturoyar Javnaðarfelag)
- Hilbert Elisson - Północne Streymoy (Norðurstreymoyar Javnaðarfelag)
- Margit Stórá - Południowe Streymoy (Suðurstreymoyar Javnaðarfelag)
- Guðrið Poulsen - Vágar (Vága Javnaðarfelag)
- Gudny Diana Hentze - Sandoy (Sandoyar Javnaðarfelag)
- Annika Eidesgaard - Północne Suðuroy (Suðuroyar Norðara Javnaðarfelag)
- Kirstin Strøm-Bech - Południowe Suðuroy (Suðuroyar Syðra Javnaðarfelag)

### Przewodniczący Javnaðarflokkurin
Następujące osoby sprawowały funkcję przewodniczącego Partii Socjaldemokratycznej:
- Maurentius Viðstein (1926–1936)
- Petur Mohr Dam (1936–1968)
- Einar Waag (1968–1969)
- Jákup Frederik Øregaard (1969–1972)
- Atli Dam (1972–1993)
- Marita Petersen (1993–1996)
- Jóannes Eidesgaard (1996–2011)
- Aksel V. Johannesen (od 2011)

### Premierzy Wysp Owczych z ramienia partii
Następujące osoby z Partii Socjaldemokratycznej sprawowały funkcję premiera Wysp Owczych:
- Petur Mohr Dam (1958–1963, 1967–1968)
- Atli Dam (1970–1981, 1985–1989, 1991–1993)
- Marita Petersen (1993 – 1994)
- Jóannes Eidesgaard (2004–2008)
- Aksel V. Johannesen (od 2015)

### Obecni parlamentarzyści Javnaðarflokkurin
Ostatnie wybory odbyły się na Wyspach Owczych 1 września 2015 roku. Partia Socjaldemokratyczna uzyskała w nich 25,1% głosów, co dało jej osiem mandatów w Løgtingu, czyli o dwa więcej względem poprzednich wyborów. Ostatecznie Sonja Jógvansdóttir opuściła partię i została posłem niezrzeszonym, więc lista posłów obecnie sprawujących urząd z ramienia Javnaðarflokkurin przedstawia się następująco:
- Bjarni Hammer
- Jónleif Johannesen
- Kristin Michelsen
- Heðin Mortensen
- Helena Dam á Neystabø
- Djóni Nolsøe Joensen
- Kristianna Winther Poulsen

### Obecni ministrowie z ramienia Javnaðarflokkurin
Po wyborach z 2015 roku następujący ministrowie zostali wybrani z ramienia partii Javnaðarflokkurin:
- Rigmor Dam - Minister Edukacji, Nauki i Kultury
- Henrik Old - Minister Transportu, Infrastruktury i Pracy
- Eyðgun Samuelsen - Minister Spraw Społecznych

## Poparcie w wyborach

### Wybory parlamentarne
Wyniki Partii Socjaldemokratycznej w wyborach parlamentarnych przedstawiały się następująco:
| Wybory     | Løgting | Løgting   | Løgting | Løgting | Løgting | Folketing | Folketing | Folketing | Folketing | Folketing |
| Wybory     | Głosy   | Głosy     | Głosy   | Mandaty | Mandaty | Głosy     | Głosy     | Głosy     | Mandaty   | Mandaty   |
| Wybory     | Liczba  | %         | +/–     | Liczba  | +/–     | Liczba    | %         | +/–       | Liczba    | +/–       |
| ---------- | ------- | --------- | ------- | ------- | ------- | --------- | --------- | --------- | --------- | --------- |
| 1928       | 671     | 10,6 (3.) | —       | 2/23    | —       | —         | —         | —         | —         | —         |
| 1929       | —       | —         | —       | —       | —       | 2 780     | 44,4 (2.) | —         | 0/1       | —         |
| 1932 (F)   | 825     | 10,5 (3.) | 0,1     | 2/21    |         | 677       | 9,9 (3.)  | 34,5      | 0/1       |           |
| 1935       | —       | —         | —       | —       | —       | 1 717     | 25,9 (3.) | 16,0      | 0/1       |           |
| 1936       | 1 891   | 24,0 (3.) | 15,4    | 6/24    | 4       | —         | —         | —         | —         | —         |
| 1939       | —       | —         | —       | —       | —       | 1 353     | 21,5 (3.) | 4,4       | 0/1       |           |
| 1940       | 2 012   | 23,9 (3.) | 0,1     | 6/24    |         | —         | —         | —         | —         | —         |
| 1943 (F)   | 1 919   | 28,3 (3.) | 4,4     | 5/25    | 1       | 1 385     | 19,4 (3.) | 2,1       | 0/1       |           |
| 1945 (F)   | 3 005   | 22,8 (3.) | 5,5     | 6/25    | 1       | 2 521     | 29,2 (2.) | 9,8       | 0/1       |           |
| 1946       | 3 705   | 28,1 (3.) | 5,3     | 4/18    | 2       | —         | —         | —         | —         | —         |
| 1947       | —       | —         | —       | —       | —       | 1 990     | 20,5 (3.) | 8,7       | 0/2       |           |
| 1950 (F)   | 2 605   | 22,4 (3.) | 5,7     | 6/25    | 2       | 1 394     | 38,6 (2.) | 18,1      | 1/2       | 1         |
| 1953 (kwi) | —       | —         | —       | —       | —       | 1 501     | 44,6 (2.) | 6,0       | 1/2       |           |
| 1954       | 2 518   | 19,8 (4.) | 2,6     | 5/27    | 1       | —         | —         | —         | —         | —         |
| 1957       | —       | —         | —       | —       | —       | 1 963     | 28,6 (3.) | 16,0      | 0/2       | 1         |
| 1958       | 3 589   | 25,8 (1.) | 6,0     | 8/30    | 3       | —         | —         | —         | —         | —         |
| 1960       | —       | —         | —       | —       | —       | 3 712     | 34,2 (1.) | 5,6       | 1/2       | 1         |
| 1962       | 4 161   | 27,5 (1.) | 1,7     | 8/29    |         | —         | —         | —         | —         | —         |
| 1964       | —       | —         | —       | —       | —       | 4 133     | 39,3 (1.) | 5,1       | 1/2       |           |
| 1966 (F)   | 4 751   | 27,0 (1.) | 0,5     | 7/26    | 1       | 3 864     | 36,6 (1.) | 2,7       | 1/2       |           |
| 1968       | —       | —         | —       | —       | —       | 4 051     | 32,5 (2.) | 4,1       | 1/2       |           |
| 1970       | 4 916   | 27,2 (1.) | 0,2     | 7/26    |         | —         | —         | —         | —         | —         |
| 1971       | —       | —         | —       | —       | —       | 4 170     | 31,8 (1.) | 0,7       | 1/2       |           |
| 1973       | —       | —         | —       | —       | —       | 3 772     | 28,6 (1.) | 3,2       | 1/2       |           |
| 1974       | 5 125   | 25,8 (1.) | 1,4     | 7/26    |         | —         | —         | —         | —         | —         |
| 1975       | —       | —         | —       | —       | —       | 4 112     | 29,7 (1.) | 1,1       | 1/2       |           |
| 1977       | —       | —         | —       | —       | —       | 3 681     | 22,5 (2.) | 7,2       | 1/2       |           |
| 1978       | 5 062   | 22,3 (2.) | 3,5     | 8/32    | 1       | —         | —         | —         | —         | —         |
| 1979       | —       | —         | —       | —       | —       | 4 435     | 23,7 (2.) | 1,2       | 1/2       |           |
| 1980       | 5 043   | 21,7 (2.) | 0,6     | 7/32    | 1       | —         | —         | —         | —         | —         |
| 1981       | —       | —         | —       | —       | —       | 4 070     | 24,5 (2.) | 0,8       | 1/2       |           |
| 1984 (F)   | 5 879   | 23,4 (1.) | 1,7     | 8/32    | 1       | 4 317     | 23,5 (3.) | 1,0       | 0/2       | 1         |
| 1987       | —       | —         | —       | —       | —       | 5 486     | 24,7 (2.) | 1,2       | 1/2       | 1         |
| 1988 (F)   | 6 233   | 21,6 (1.) | 1,9     | 7/32    | 1       | 4 861     | 21,2 (3.) | 3,5       | 0/2       | 1         |
| 1990 (F)   | 7 805   | 27,5 (1.) | 5,9     | 10/32   | 3       | 4 835     | 27,0 (1.) | 5,8       | 1/2       | 1         |
| 1994 (F)   | 3 918   | 15,4 (3.) | 12,1    | 5/32    | 5       | 3 729     | 19,4 (3.) | 7,6       | 0/2       | 1         |
| 1998 (F)   | 6 063   | 21,9 (2.) | 6,5     | 7/32    | 2       | 4 689     | 22,7 (2.) | 3,3       | 1/2       | 1         |
| 2001       | —       | —         | —       | —       | —       | 6 187     | 23,4 (3.) | 0,7       | 0/2       | 1         |
| 2002       | 6 378   | 20,9 (3.) | 1,0     | 7/32    |         | —         | —         | —         | —         | —         |
| 2004       | 6 921   | 21,8 (2.) | 0,9     | 7/32    |         | —         | —         | —         | —         | —         |
| 2005       | —       | —         | —       | —       | —       | 5 518     | 22,2 (3.) | 1,2       | 0/2       |           |
| 2007       | —       | —         | —       | —       | —       | 4 702     | 20,4 (4.) | 1,8       | 0/2       |           |
| 2008       | 6 018   | 19,3 (4.) | 2,5     | 6/33    | 1       | —         | —         | —         | —         | —         |
| 2011 (F)   | 5 428   | 17,8 (4.) | 1,5     | 6/33    | 1       | 4 328     | 21,0 (2.) | 0,6       | 1/2       | 1         |
| 2015 (F)   | 8 093   | 25,1 (1.) | 7,3     | 8/33    | 2       | 5 666     | 24,3 (2.) | 3,3       | 1/2       |           |

### Wybory samorządowe
Wyniki Partii Socjaldemokratycznej w wyborach samorządowych przedstawiały się następująco:
| Wybory | Rady gmin | Rady gmin | Rady gmin | Rady gmin |
| Wybory | Głosy     | Głosy     | Mandaty   | Mandaty   |
| Wybory | %         | +/–       | Liczba    | +/–       |
| ------ | --------- | --------- | --------- | --------- |
| 1996   | —         | —         | 33/277    | —         |
| 2000   | 16,2      | —         | 34/272    | 1         |
| 2004   | 20,7      | 4,5       | 42/220    | 8         |
| 2008   | 23,6      | 2,9       | 34/210    | 8         |
| 2012   | 24,9      | 1,3       | 25/203    | 9         |